# Cukrownia Wierzchosławice
Cukrownia „Wierzchosławice” – dawna cukrownia w Wierzchosławicach. Założona w 1880.

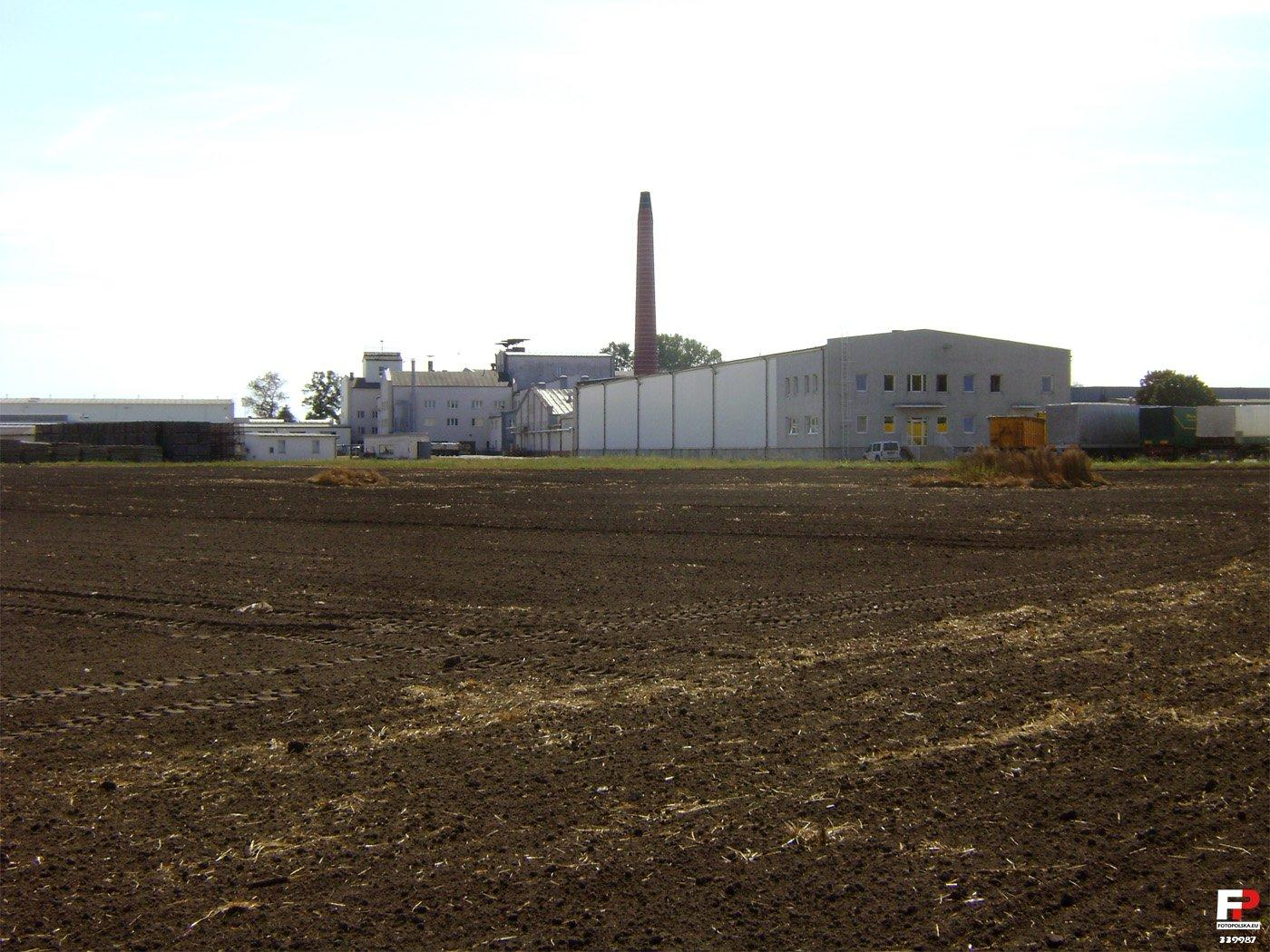
Wierzchosławice, Cykoria S.A. Wierzchosławice - istniejące budynki cukrowni w tle

W 1880 zostaje założona Cukrownia Wierzchosławice Spółka Akcyjna. W 1919 zostaje przekształcona w Cukrownię Wierzchosławice Towarzystwo Akcyjne, by w roku 1931 przyjąć nazwę Cukrownia Wierzchosławicka Spółka Akcyjna.
Siedziba zarządu znajdowała się w Wierzchosławicach.
Cukrownia Wierzchosławicka nie posiadała ani rzeki, ani żadnego innego naturalnego zbiornika wód, a całkowita ilość czystej wody, niezbędnej do produkcji, była otrzymywana z 12 studni o głębokości 30 metrów, zaopatrzonych w pompy „Mammut". W związku z brakiem możliwości odprowadzenia wody ściekowej na pola irygacyjne lub do rzeki, zastosowano odstojniki. Cukrownia była zmuszona do oszczędzania wody i używania jej po oczyszczeniu ponownie do produkcji.
W 1881 rozpoczęto budowę kolei Cukrowni Wierzchosławice. Była to kolej wąskotorowa o szerokości 900 mm. W 1882 roku w użytku było 2 parowozy i 40 wagonów. Długość sieci wynosiła 19,5 km. W 1912 kolej została połączona z siecią kolei Cukrowni Tuczno. W 1914 na 60 km trasy pracowało 6 parowozów i 220 wagonów.
W latach 30. przy Cukrowni rozpoczęła działalność Ochotnicza Straż Pożarna.
W 1926 w skład rady nadzorczej wchodzili: Karol Stüebner (prezes), W. Kosiak, R. Würtz, J. Kuraszkiewicz, Joachim Krueger, L. Barczak i Helmuth von Rosenstiel. W Zarządzie zasiadali:  dr Leopold Levy, Karol Ruszczyński i inż. A. Makowiecki. Dyrektorem był inż. A. Makowiecki a jego zastępcą Henryk Mamroth. Prokurentem był W. Wiśniewski, księgowym E. Chyrrek a inspektorem plantacyjnym F. Smolibowski. Przerób dobowy buraków w sezonie 1925/1926 w cetnarach wynosił 10,000. Obszar plantacji wynosił 2.550 ha. 
W 1938 w skład rady nadzorczej wchodzili: Karol Stuebner (prezes), dr Bolesław Jagielski (wiceprezes), Helmuth von Rosenstiel, Emil Goehring, Joachim Krueger, Tadeusz Kaźmierczak, Bogusław Bacciarelli, Włodzimierz Grodzicki, Józef Czernicki. Zarząd tworzyli: dr Leopold Levy, Karol Ruszczyński, dr Leon Nowakowski. Prokurentem był inż. Henryk Mamroth. Kapitał zakładowy wynosił 1,08 mln zł, podzielonych na 150 akcji na okaziciela, 334 akcje imienne lit. A o nominale 1200 zł oraz 832 akcje imienne lit. B. o nominale 600 zł. „Wierzchosławicka” produkowała kryształ biały i cukier surowy – 64 396 q w sezonie 1936/1937. Obszar plantacji wynosił 1699 ha.
W 1940 Niemcy likwidują cukrownię, a maszyny wywożą w głąb Rzeszy.
Leopold Levy wchodził również w skład zarządu Cukrowni Kruszwica. Był to żydowski przemysłowiec z Inowrocławia. W 1939 został zamordowany przez Niemców.
W roku 1951 Cukrownia Wierzchosławice, własność Sp. Akc. Cukrownia Wierzchosławicka w Wierzchosławicach został znacjonalizowany przez państwo i została objęta przez „Zjednoczone Cukrownie Pomorskie" Przedsiębiorstwo Państwowe Wyodrębnione. Od tej pory działała pod nazwą „Państwowe Przedsiębiorstwo Suszarnia Cykorii w Wierzchosławicach”. 
Obecnie na terenie dawnej cukrowni działa firma Cykoria SA.